# Super Liga Timorului de Est
Super Liga Timorului de Est este primul eșalon din sistemul competițional fotbalistic din Timorul de Est.

## Echipe
- Académica
- AD Esperança
- ADR União
- Bulgaria
- Cacussa
- FC Café
- FC Irmãos Unidos
- FC Porto Taibessi
- FC Rusa Fuik
- FC Zebra
- Fima Sporting
- SLB Laulara